# Basilica di Wilten
La basilica di Nostra Signora sotto le Quattro Colonne, o semplicemente basilica di Wilten (in tedesco Unserer Lieben Frau unter den vier Säulen o Wiltener Basilika), è una chiesa parrocchiale e un importante santuario mariano dedicato all'Immacolata Concezione, della città tirolese di Innsbruck.
Sorge nel quartiere meridionale di Wilten, lungo la strada per il Brennero, e rappresenta uno dei capolavori dell'architettura barocco-rococò dell'Austria.

## Storia e descrizione

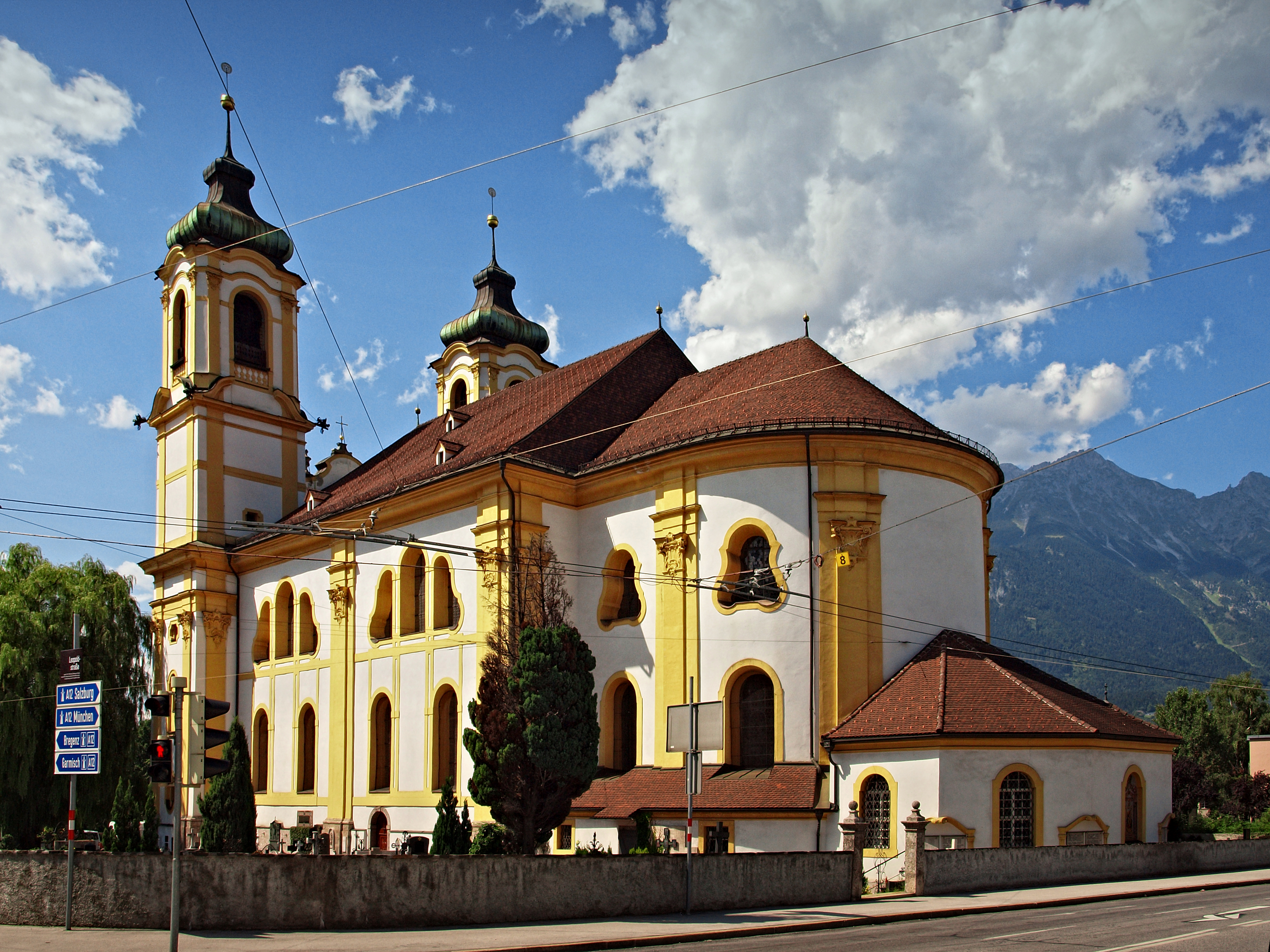
Veduta dell'esterno.

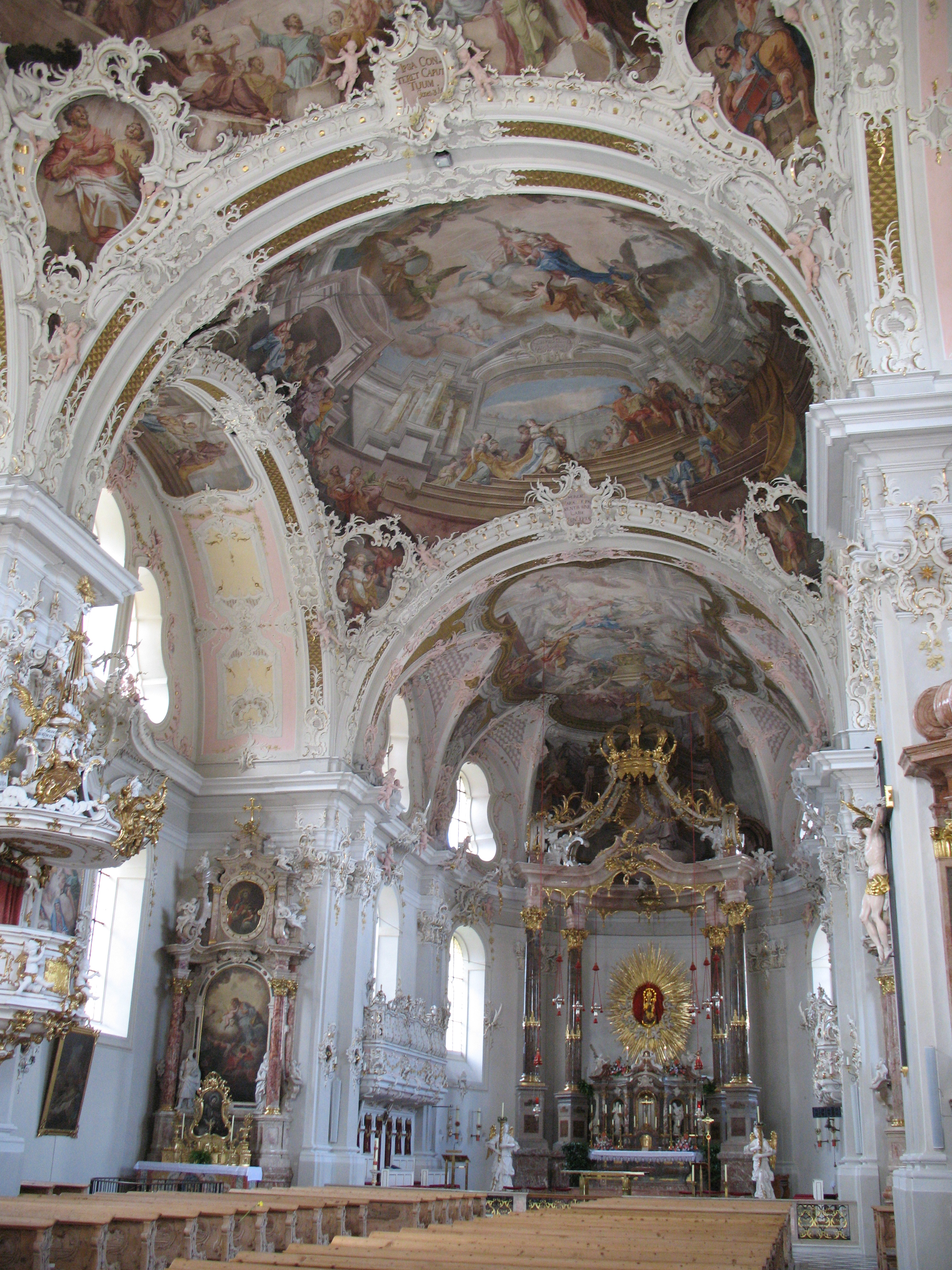
L'interno.

Secondo la leggenda, in questo luogo, vi era già un'effigie dedicata alla Vergine venerata dai legionari romani del forte di Valdidena. Infatti sotto la chiesa degli scavi hanno rinvenuto i resti di una chiesa paleocristiana del V secolo.
Nel 1140 il possedimento di Wilten venne acquisito dai Premostratensi della confinante Abbazia di Wilten, che la ricostruirono nel 1259 elevandola a parrocchiale e dando inizio all'importante movimento di pellegrinaggi. Nei secoli la chiesa venne ricostruita più volte, e cadde in abbandono nel XVII-XVIII secolo. 
L'edificio attuale è la sua ultima ricostruzione, effettuata dal parroco-architetto Franz de Paula Penz tra il 1751 e il 1756, quando se ne decise la riedificazione in seguito al grave stato di degrado dell'edificio precedente.
Il progetto è opera del bavarese Joseph Stapf da Pfronten, che concepì un grande edificio in stile rococò. Stapfl ne disegnò anche tutte le sculture.
Poiché Wilten era la più antica parrocchia della regione, è anche parrocchia madre della città di Innsbruck, nel 1957 venne elevata a Basilica minore da Papa Pio XII.

## Descrizione
La basilica si presenta come una serrata massa dal caratteristico intonaco bianco-giallo, incentrato sulla facciata a torri gemelle e leggermente convessa.
L'interno è a navata unica coperta da due grandi volte cupolate, e coro. Una fastosa decorazione rococò riveste l'ambiente. I leggeri stucchi a colori pastello si devono al maestro della prestigiosa Scuola di Wessobrunn Franz Xaver Feuchtmayr con l'aiuto di Anton Gigl. Gli affreschi prospettici delle volte sono mirabile opera di Matthäus Günther e mostrano Scene della Vita della Vergine nel coro, e di Ester e di Giuditta nella navata.
Sull'altare maggiore è la venerata statua della Vergine col Bambino, scolpita in pietra arenaria nella prima metà del XIV secolo; sovrasta il tutto un sontuoso baldacchino su quattro colonne marmoree sormontato da una grande corona, da cui il nome alla chiesa.
Le pale dei quattro altari laterali vennero dipinte fra il 1764 e il 1776 da Johann Georg Grasmair da Bressanone e Michelangelo Unterperger.
La grande mostra d'organo, in controfacciata, risale al 1758. L'organo a 24 registri è stato realizzato nel 1894 da Franz Reinisch da Steinach am Brenner.